# 電波タイムズ
電波タイムズ（でんぱタイムズ）は、株式会社電波タイムス社（本社:東京都港区。社名は濁らないので注意）が発行している隔日刊紙。電波新聞社および電波新聞とはまったく関係ない。また、電気新聞も日本電気協会が発行しているものでこちらも無関係である。
主要購読先は放送業界が30%、官公庁、無線利用団体、放送通信メーカー関係が各20%で、放送・通信業界をターゲットにした業界紙的性格が強い。公称発行部数は10万部。